# Watch Out (film)
Pour plus de détails, voir Fiche technique et Distribution.
Watch Out (Better Watch Out) est un film de Noël horrifique psychologique américain coécrit et réalisé par Chris Peckover, sorti en 2016.

## Synopsis
Dans un quartier résidentiel tranquille, Luke, 12 ans, s'apprête à passer le réveillon de Noël avec Ashley, sa baby-sitter dont il est très amoureux, alors que ses parents sortent faire la fête. Des bruits étranges se font soudain entendre dehors, des silhouettes se dessinent… Tout semble indiquer que les deux jeunes gens ne sont pas seuls…

## Fiche technique
- Titre original : Better Watch Out
- Titre français : Watch Out
- Réalisation : Chris Peckover
- Scénario :  Zack Kahn et Chris Peckover
- Musique : Brian Cachia
- Photographie : Carl Robertson
- Montage : Julie-Anne Deruvo
- Production : Brett Thornquest, Brion Hambel, Sidonie Abbene et Paul Jensen
- Société de production : Storm Vision Entertainment et Best Medicine Productions
- Sociétés de distribution : Well Go USA (États-Unis) ; Wild Side Films (France)
- Pays d'origine :  États-Unis
- Langue originale : anglais
- Genre : horreur psychologique
- Durée : 89 minutes
- Dates de sortie :
  - États-Unis : 22 septembre 2016 (Austin Fantastic Fest) ; 6 octobre 2017 (sortie nationale)
  - France : 30 décembre 2017 (DVD)
- Interdit aux moins de 12 ans

## Distribution
- Olivia DeJonge (VFB : Ludivine Deworst) : Ashley
- Levi Miller (VFB : Esteban Oertli) : Luke Lerner
- Ed Oxenbould (VFB : Loïc Buisson) : Garrett
- Aleks Mikic (VFB : Maxime Donnay) : Ricky
- Dacre Montgomery (VFB : Stéphane Pirard) : Jeremy
- Patrick Warburton (VFB : Jean-François Rossion) : Robert Lerner
- Virginia Madsen (VFB : Marielle Ostrowski) : Deirdre Lerner

## Production
Le tournage a lieu à Sydney en Australie, en janvier et février 2016. À l'origine, il est prévu en Caroline du Sud pour 500 000 de dollars, avant que le réalisateur Chris Peckover ne rencontre le producteur australien Brett Thornquest, qui lui offre 3 millions de dollars pour réaliser son film en Australie après avoir entendu que sa mère est originaire australienne.